# Charnowo (województwo zachodniopomorskie)
Charnowo – wieś w Polsce położona w województwie zachodniopomorskim, w powiecie gryfickim, w gminie Płoty.
W latach 1975–1998 miejscowość administracyjnie należała do województwa szczecińskiego.
W 2002 roku wieś liczyła 6 mieszkalnych budynków, w nich 17 mieszkań ogółem, z nich 15 zamieszkane stale. Z 15 mieszkań zamieszkanych 5 mieszkań wybudowany między 1918 a 1944 i 10 — między 1945 a 1970 rokiem.
Od 65 osób 20 było w wieku przedprodukcyjnym, 29 — w wieku produkcyjnym mobilnym, 13 — w wieku produkcyjnym niemobilnym, 3 — w wieku poprodukcyjnym. Od 48 osób w wieku 13 lat i więcej 2 mieli wykształcenie wyższe, 14 — średnie, 7 — zasadnicze zawodowe, 22 — podstawowe ukończone i 3 — podstawowe nieukończone lub bez wykształcenia.

## Ludność[1]
W 2011 roku wo wsi żyło 55 osób, z nich 28 mężczyzn i 27 kobiet; 12 było w wieku przedprodukcyjnym, 22 — w wieku produkcyjnym mobilnym, 15 — w wieku produkcyjnym niemobilnym, 6 — w wieku poprodukcyjnym.